# Olaf Pedersen
Olaf Pedersen (Egtved, 8 april 1920 - Aarhus, 3 december 1997) was een Deens filosoof en wetenschapshistoricus gespecialiseerd in vroege astronomie en natuurfilosofie.
Pedersen studeerde theoretische fysica aan Universiteit van Kopenhagen, waar hij zich aan het Niels Bohr instituut met name verdiepte in relativiteitstheorie. In 1943 promoveerde hij hier, waarna hij een ging werken als leraar natuurkunde op een middenbare school in Randers. In het jaar 1949-50 studeerde hij nog enige tijd in Parijs waar hij kennis maakte met het existentialisme.
Vanaf 1956 werkte bij aan de Universiteit van Aarhus, alwaar hij de rest van zijn leven bleef. Hij schreef enige boeken internationale standaardwerken op het gebied van de wetenschapsgeschiedenis in vroege culturen en de geschiedenis van de natuurkunde, onder andere over De sphaera mundi en Johannes de Sacrobosco.

## Publicaties
- 1951. Van Kierkegaard tot Sartre over de existentiefilosofie, Uitgeverij Het Wereldvenster Amsterdam, 1951.
- 1974. A Survey of the Almagest.
- 1976. Astronomy : Science in the Middle ages. Met David C. Lindberg (red).
- 1979. Studium Generale: De europæiske universiteters historie.
- 1992. Lovers of Learning: A History of the Royal Danish Academy of Sciences and Letters 1742-1992.
- 1993. Early Physics and Astronomy: A Historical Introduction, 2nd edition, ism. Mogens Pihl Cambridge University Press Cambridge, 1993.
- 1996. European Astronomy in the Middle Ages : Astronomy before the Telescope. Met Christopher Walker (red.).
- 1996. Learning: Tradition and Innovation.